# فرانك بلير
فرانك بلير (بالإنجليزية: Frank Blair)‏ هو صحفي أمريكي، ولد في 30 مايو 1915 في يماسي في الولايات المتحدة، وتوفي في 14 مارس 1995 في هيلتون هيد أيلاند في الولايات المتحدة.

## وصلات خارجية
- فرانك بلير على موقع IMDb (الإنجليزية)